# Благоволин, Сергей Евгеньевич
Серге́й Евге́ньевич Благово́лин (22 августа 1939, Москва — 13 сентября 2001, Кипр) — советский и российский экономист, медиаменеджер, сменивший Владислава Листьева на посту генерального директора АОЗТ «Общественное российское телевидение» (ОРТ).

## Биография
Родился 22 августа 1939 года в Москве. После окончания МГУ (географический факультет, кафедра экономической и политической географии капиталистических и развивающихся стран, 1961) работал в Институте мировой экономики и международных отношений АН СССР, был научно-техническим сотрудником, руководителем картографической группы, с 1977 года — заведующим сектором сводного анализа, с 1986 года руководил отделом военно-экономических и военно-политических исследований.
Защитил кандидатскую диссертацию по военно-технической проблематике (1970) и докторскую — «Методология оценки совокупной военной мощи блоков и объединений» (1983). Подготовил серию работ о военно-экономическом потенциале США, а также докладную записку для Госплана СССР «О сдвигах в размещении производства США».
С 1991 года — президент, затем заместитель директора Института национальной безопасности и стратегических исследований (ИНБСИ) при ИМЭМО РАН.
В начале 1990-х годов возглавлял Институт национальной безопасности и стратегических исследований. В 1994—1995 годах — председатель Московской городской организации партии «Демократический выбор России», член политсовета ДВР, член Государственного комитета по военным реформам, Консультативного совета Российской лиги промышленников и предпринимателей, Европейско-атлантической ассоциации, Совета по внешней политике МИД РФ, член Совета директоров Международного института стратегических исследований (Лондон).
20 марта 1995 года, после убийства Владислава Листьева, занял должность генерального директора Первого канала (ОРТ).
Утверждал:
После телевидения можно уже управлять чем угодно, даже государством.
В сентябре 1997 года ушёл с поста главы ОРТ из-за разногласий с акционером Первого канала Борисом Березовским. Как писала газета «Новый взгляд», руководитель не нашёл общий язык с главой Дирекции информационного вещания:
Ксения Пономарёва… крышевала… Сергея Доренко, из-за возвращения в эфир которого, собственно, и ушёл с Первого канала Благоволин, понимавший, что с него спросят за грядущую вакханалию телекиллерства.
С 1998 года — президент финансово-промышленной группы «Финпром». С июня 1999 года — глава совета директоров кабельного телеканала «ТВ Центр-Столица».

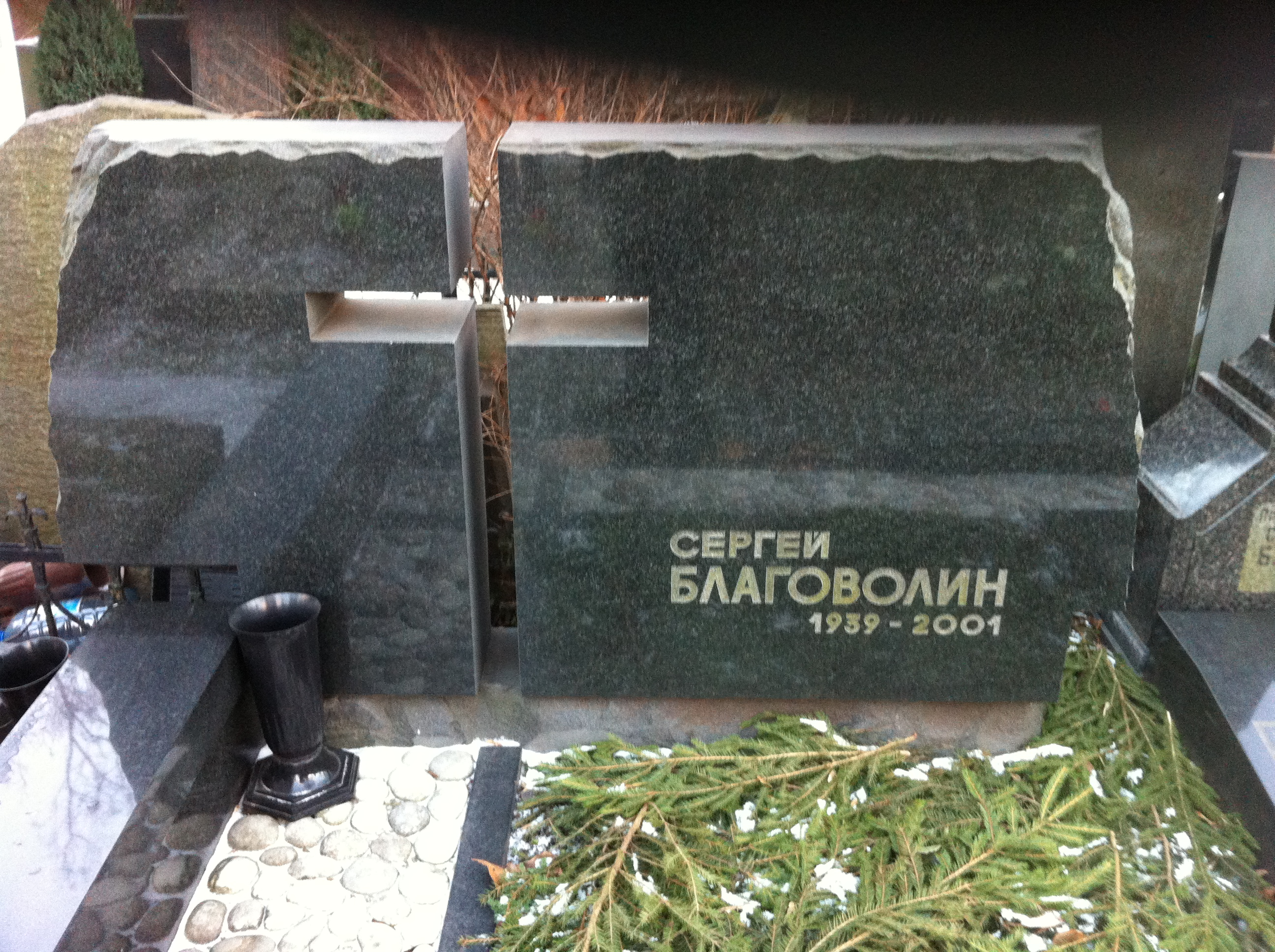
Могила Сергея Благоволина на Новодевичьем кладбище

Был одним из крупнейших коллекционеров живописи в России. В его коллекции находились картины крупнейших российских и европейских художников XIX—XX веков.
Был неоднократно женат. Одной из его жён была актриса Виктория Фёдорова, дочь знаменитой киноактрисы Зои Фёдоровой.
Скончался 13 сентября 2001 года во время отдыха на Кипре на 63-м году жизни. Похоронен 18 сентября в Москве на Новодевичьем кладбище.

## Награды
- Орден Трудового Красного Знамени.
- Благодарность Президента Российской Федерации (25 июля 1996 года) — за активное участие в организации и проведении выборной кампании Президента Российской Федерации в 1996 году[7].
- Наградное оружие — пистолет от министерства обороны РФ[8]